# Ceredigion
Ceredigion je jedno z hrabství a administrativní oblast ve Walesu ve Spojeném království. Správními centry jsou města Aberaeron a Aberystwyth.

## Historie
Od roku 1996 patří mezi administrativní hrabství, v letech 1974–1996 to byl stejnojmenný distrikt v hrabství Dyfed na místě tradičního hrabství Cardiganshire.

## Města
- Aberaeron – jedno ze dvou správních center
- Aberystwyth – největší a správní město hrabství
- Lampeter